# Burzet
Burzet település Franciaországban, Ardèche megyében. Lakosainak száma 529 fő (2022. január 1.). Burzet Labastide-sur-Bésorgues, Montpezat-sous-Bauzon, Péreyres, Sagnes-et-Goudoulet, Saint-Pierre-de-Colombier és Usclades-et-Rieutord községekkel határos.

## Népesség
A település népességének változása:
| Lakosok száma | 838  | 619  | 534  | 519  | 424  | 403  | 439  | 522  | 525  | 529  |
|               | 1968 | 1982 | 1990 | 2006 | 2013 | 2015 | 2017 | 2019 | 2020 | 2022 |